# 葉俊麟
葉俊麟（1921年9月22日—1998年8月12日），本名鴻卿，別名應麟，臺北州基隆郡人，台灣歌謠作詞家。其創作歌曲《舊情綿綿》、《思慕的人》入選1995年《文訊》舉辦「50年來流行歌曲票選活動」的前20名歌曲，作品頗受歡迎。1994年榮獲第6屆金曲獎特別貢獻獎。

## 生平
葉俊麟自童稚時就很愛自己哼哼唱唱，他曾回憶那時家中開設「葉德昌布店」，門口也擺設煙攤，幼小的他顧著攤子，就自顧自的低下頭哼起歌來，頭一抬卻發覺攤前圍了一群人聽著他唱歌，害他為自己的心不在焉羞赧了好久。石阪商業專修學校（現為基隆光隆家商）畢業後，葉俊麟負笈來到台北，他的第一個東家是三井物產，在工作中他結識了為籌組樂隊而遠赴台灣的日本音樂家淺口一夫，自此拜在淺口門下修習音樂。24歲時經人介紹，葉俊麟與居住於臺北縣澳底（今新北市貢寮區）之吳秀鑾女士結縭，至二戰時因為疏散（台語稱為「疏開」），而寄住雙溪鄉親友家，多年工作因而中斷。其後2、3年間，生活頗為困頓，為求謀生，也曾在鄉下賣紅豆湯等，賺取蠅頭小利，以求溫飽。1948年間，長女葉賽鶯出生，1953年長子葉煥琪出生。
1961年，葉俊麟執掌亞洲唱片文藝部，與洪一峰等人合作，創作出許多至今傳唱不休的台語歌謠名曲，葉俊麟曾回憶自己的創作總數高達八千餘首，他的妻子則形容他：「寫歌詞會使免食飯，嘛捌半暝仔爬起來寫，歸暗攏無睏，伊講若無寫稍等咧就袂記得啊！」(為寫歌詞可以不用吃飯，也曾經半夜爬起來寫，整夜都沒睡，他說如果沒寫起來等一下就會忘記)，他也回想常有歌手在家門口苦苦等候，為的就是待他新作脫稿，就能即刻錄製，自此可見他的執著與當時市場廣大的容量彼此應合，終能成就他在台灣歌謠史上無可輕忽的重要性。「淡水暮色」、「舊情綿綿」、「思慕的人」、「放浪人生」、「寶島曼波」、「黯淡的月」、「何時再相會」、「可憐的戀花，再會吧」、「溫泉鄉的吉他」、「媽媽歌星」、「可愛的馬」、「水車姑娘」等具人氣的台語歌，這些歌詞全都出自於葉俊麟之手。
葉俊麟填詞時，甚重視作品與時代、環境的相扣合，反映1960年代台灣社會的經典代表作品「田莊兄哥」、「孤女的願望」均是出自他的手筆，在他的詞作中亦時有台北城往日風華的刻痕，像是「寶島四季謠」（洪一峰曲）雖以「寶島」為名，詞中從春天的「草山」到夏日的「碧潭」，再到冬日的「溫泉」，無一不是台北勝景，又如劉福助主唱的「台灣小喫」（曾仲影曲），亦是從「重慶北路台北圓環頂」唱到「大橋頭華西街路頂」、「祖師廟龍山寺」，再以「台北雖是讚／中部下港是擱較稀罕」就此作結，還有名聞遐邇的「台北迎城隍爺」，全國聽眾也在他的同名詞作中重臨現場，從鼓聲、嗩吶到神轎，寫到弄龍弄獅、七爺八爺，再由近鏡頭特寫萬千信眾中的田莊阿伯、鄉村姑娘和莊腳阿婆，將喜慶的熱鬧氛圍永遠定格下來。
葉俊麟也是少數能橫越數十年、創作不歇的詞曲作家，1980年代由陳一郎主唱的「留戀什路用」（邱芳德曲）、「昔日的戀歌」（邱芳德曲），和黃乙玲的「春風戀情」等歌曲都是他晚年期間的作品，他也接受兒女建議，為台灣各地風景名勝，創作了36首歌謠（包括詞曲），由北部的「雨的港都」、「春天的野柳」，到南端的「恆春的歌聲」、「墾丁熱帶風」等；西部的「碧潭月夜」、「八卦山大佛」，到東部的「九份黃金時代」、「知本溫泉鄉」，以及外島的「美麗的蘭嶼」等。甚至在1998年逝世當年5月間，躺在病榻上，不顧家人擔心影響其健康，堅持翻閱澎湖的文物圖片及說明，親筆完成了最後的手稿，也是生前一直想去，卻因病未能如願的「澎湖之美」詞與曲。
葉俊麟逝世後，台灣各界曾屢次舉辦追念活動。2007年底，其妻葉吳秀鑾、長女葉賽鶯、長子葉煥琪本於葉俊麟生前對台灣歌謠之熱愛與貢獻，籌劃成立了「文化公益信託葉俊麟台灣歌謠推展基金」，既為紀念葉俊麟，更求能普及台灣歌謠之欣賞，鼓勵台灣歌謠之創作，推展台灣歌謠之研究，如舉辦葉俊麟、陳達儒、郭大誠、客家、原住民歌謠的研討會或演唱會，以提升台灣歌謠之品質，並促進台灣歌謠之國際化。

## 外部連結
- NTULIB::舊情綿綿─寶島歌謠大師葉俊麟文物特展 （页面存档备份，存于）
- 葉俊麟在香港影庫上的簡介